# Mexidracon
Mexidracon („mexický drak“) je rod ornitomimidního teropoda, žijícího v období pozdní křídy (pozdní věk kampán, asi před 72,5 milionu let) na území dnešního severního Mexika.

## Objev a výzkum

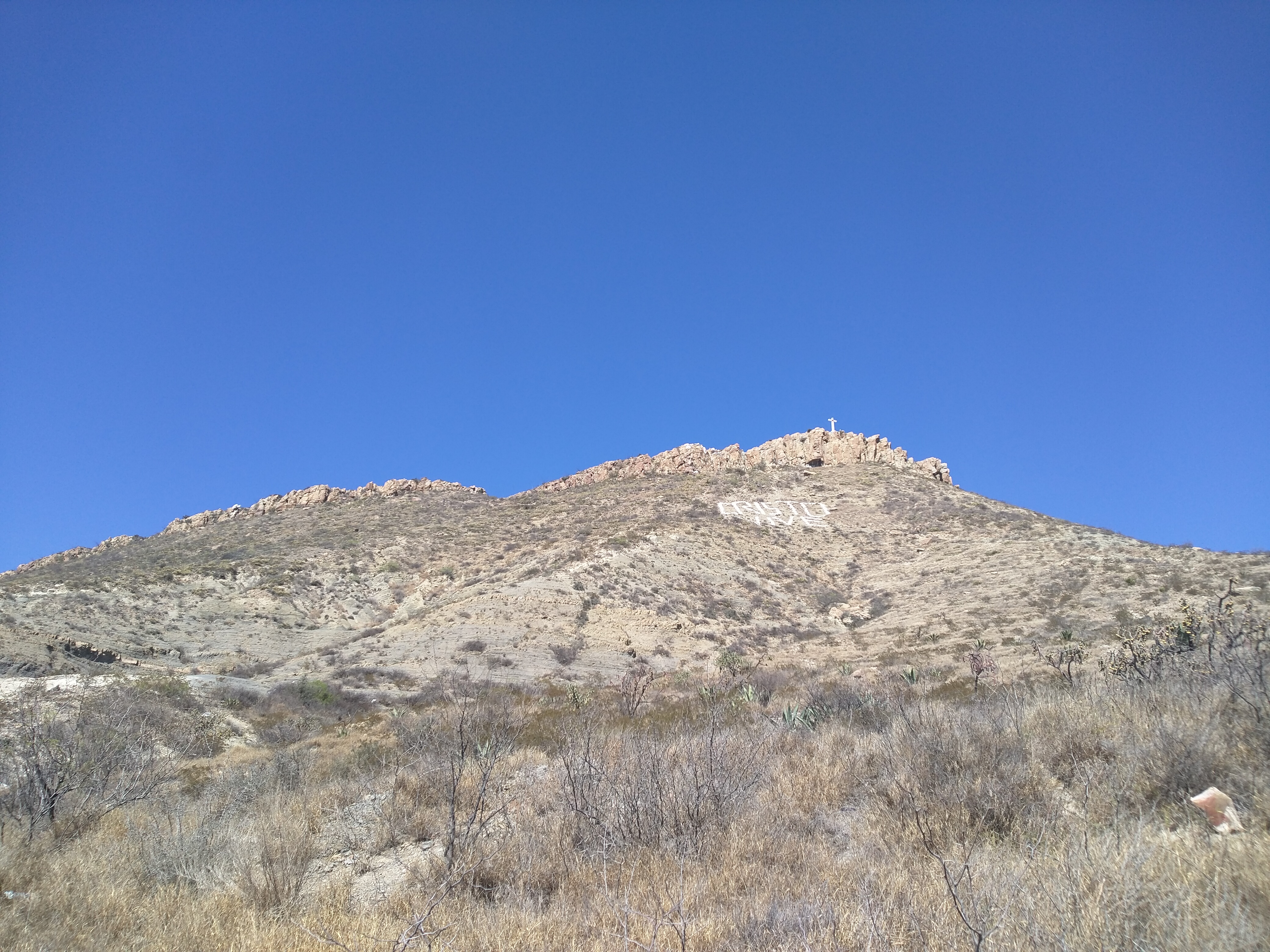
Výchozy souvrství Cerro del Pueblo, ve kterém byl rod Mexidracon objeven.

Fosilie tohoto teropoda byly poprvé objeveny roku 2014 v sedimentech geologického souvrství Cerro del Pueblo (skupina Difunta) na území mexického státu Coahuila. Jednalo se o částečně dochovanou kostru, kterou objevil Claudio de León-Dávila na lokalitě zvané "Loma Prieta". Místo objevu se nachází na území oblasti (municipality) General Cepeda na jihu státu Coahuila. Fosilie dostala sbírkové označení BENC 32/2-0001. V lednu roku 2025 byl na jejich základě formálně popsán nový taxon Mexidracon longimanus.

## Popis
Stejně jako další známí ornitomimidé ("pštrosí dinosauři") vykazoval Mexidracon tříprsté zadní končetiny, štíhlé a dlouhé přední končetiny a dlouhý krk s relativně malou hlavou. Pravděpodobně se jednalo o rychlého běžce, schopného zachránit se svižným útěkem před predátory. Struktura přední končetiny je nápadná dlouhými "dlaněmi" (odtud druhové jméno longimanus - "dlouhoruký"), podobně jako u dalšího severoamerického rodu Ornithomimus (což kdysi vedlo paleontologa H. F. Osborna k domněnce, že si tento dinosaurus při okusování listí obratně přidržoval větve.
Mexidracon byl bipední (výhradně po dvou se pohybující) dinosaurus celkovým vzhledem poněkud podobný pštrosu, ovšem s výjimkou dlouhého ocasu. Byl nepochybně rychlým běžcem, který dosahoval rychlosti pravděpodobně přes 50 km/h.